# نيويورك (مقاطعة كلارك)
نيويورك، مقاطعة كلارك (بالإنجليزية: York, Clark County, Wisconsin)‏ هي بلدة تقع بولاية ويسكونسن في الولايات المتحدة. تبلغ مساحتها 93.5 (كم²)، وترتفع عن سطح البحر 362 م، بلغ عدد سكانها 853 نسمة في عام 2000 حسب إحصاء مكتب تعداد الولايات المتحدة وتصل الكثافة السكانية فيها 9.1 نسمة/كم2.

## وصلات خارجية
- The US50 - Cities and Towns in Wisconsin State
- Wisconsin Cities and Towns, Facts, Map, Flag, Colleges, Government, and More